# 怪盗大旋風
『怪盗大旋風』（かいとうだいせんぷう、Never a Dull Moment）は1968年のアメリカ合衆国の映画。出演はディック・ヴァン・ダイクなど。
日本のビデオ・オン・デマンドでは『快盗大旋風』の題で配信されている。

## ストーリー
ギャングのボス・ジョーは、美術館にある絵画「ひまわり」を盗み、それと引き換えに、自分の没後、その美術館に自らの名を冠すという計画を練っていた。
ところが、子分のフローリアンが、殺し屋のエースと間違えて脇役専門の俳優・ジャックを連れてきてしまう。
おまけに、ジャックは絵の先生・サリーに接触しようとするも、ジョーの妻・メラニーの部屋に入ってしまうなどのトラブルを起こす。
そして、計画は実行されるも、ジャックの活躍やサリーの通報により、ジョー以外の全員が御用となる。
そして、別の場所で待機していたジョーの元には、警官の乗ったトラックが到着する。

## キャスト
| 役名         | 俳優                      | 日本語吹替 |
| ------------ | ------------------------- | ---------- |
| ジャック     | ディック・ヴァン・ダイク  | 広川太一郎 |
| ジョー       | エドワード・G・ロビンソン |            |
| サリー       | ドロシー・プロヴァイン    |            |
| フランク     | ヘンリー・シルヴァ        |            |
| メラニー     | ジョアンナ・ムーア        |            |
| フロリアン   | トニー・ビル              |            |
| シェーファー | スリム・ピケンズ          |            |
| エース       | ジャック・イーラム        |            |
| リンジー     | ネッド・グラス            |            |
| ボビー       | リチャード・バカリアン    |            |

- 日本語吹替：テレビ版

## スタッフ
- 監督：ジェリー・パリス
- 製作：ロン・ミラー
- 原作：ジョン・ゴーディ
- 脚本：A・J・カロザース
- 撮影：ウィリアム・スナイダー
- 編集：マーシュ・ヘンドリー
- 小道具：フロイド・ゴットフレッドソン[2]
- 音楽：ロバート・F・ブランナー